# 圣乔治巴斯特尔区
聖喬治巴斯特尔區是聖基茨和尼維斯的14個區之一，位於聖基茨島最南端，北接圣彼得巴斯特尔区和特立尼提帕美托角區，首府設於巴斯特爾，面積29平方公里，2001年人口13,220，人口密度每平方公里455.86人。
1. ↑  .   [2024-06-27]. （原始内容存档于2024-06-27）.